# Tórtora cucut de les Andaman
La tórtora cucut de les Andaman (Macropygia rufipennis) és una espècie d'ocell de la família dels colúmbids (Columbidae) que habita zones amb arbres de les illes Andaman i Nicobar.

## Descripció
La tórtora cucut de les Andaman és esvelta i de cua llarga amb el cap i les potes petites. De color rovell amb barra tènue al voltant del coll i el pit. Comú però poc visible en els boscos i al llarg de les vores del bosc, on els ocells s'alimenten de fruites i baies. Conegut per alimentar-se a terra, però en general es posa més a prop de les capçades.

## Conservació i estat
El cucut d'Andaman té un ampli rang d'extensió, la qual cosa l'eximeix de ser classificat com a vulnerable sota els criteris de la Unió Internacional per a la Conservació de la Naturalesa (UICN). L'espècie encara està sota sospita de tenir una tendència decreixent de la població a causa de la degradació de l'hàbitat i la caça. La disminució encara no es considera un canvi prou ràpid per complir els criteris d'estatus vulnerable, menys d'un 30% de declivi durant deu anys o tres generacions. La població d'aquesta espècie no s'ha mesurat amb precisió, però la disminució no es considera prou significativa per a justificar l'estatus vulnerable. En conseqüència, l'espècie es classifica actualment com a risc mínim.
Els esforços per protegir les espècies d'ocells amenaçades han estat iniciats pel Departament de Medi Ambient i Boscos, les illes Andaman i Nicobar, i el Servei Zoològic de l'Índia, ja que actualment estan monitorant la població d'ocells. Els departaments van proposar realitzar enquestes per avaluar la mida de la població i van estudiar tant l'hàbitat com els paràmetres ecològics. L'objectiu del departament és prendre mesures de en quina mesura quant el bosc s'està degradant, identificar el declivi de la població d'espècies i prohibir la caça mitjançant la difusió de la consciència amb campanyes.

## Taxonomia
Es reconeixen dues subespècies:
- M. r. andamanica (Abdulali, 1967) - illes Andaman.
- M. r. rufipennis (Blyth, 1846) - illes Nicobar.